# Баланджеро
Баланджеро (італ. Balangero, п'єм. Balangé) — муніципалітет в Італії, у регіоні П'ємонт,  метрополійне місто Турин.
Баланджеро розташоване на відстані близько 550 км на північний захід від Рима, 27 км на північний захід від Турина.
Населення — 3190 осіб (2014).
Щорічний фестиваль відбувається 25 липня. Покровитель — San Giacomo.

## Демографія
Населення за роками:

Станом на 1 січня 2023 року в муніципалітеті офіційно проживали 134 іноземці з 20 країн, серед них 83 громадяни країн Євросоюзу та 2 громадяни України.

## Сусідні муніципалітети
- Кафассе
- Коассоло-Торинезе
- Коріо
- Ланцо-Торинезе
- Маті